# Kevin Plank
Kevin Plank (Kensington, 13 agosto 1972) è un imprenditore e dirigente d'azienda statunitense, fondatore e presidente dell'azienda di abbigliamento sportivo Under Armour, con sede a Baltimora, nel Maryland. Ha ricoperto il ruolo di CEO dalla sua fondazione fino al 2020 ed  tornato ad occupare quel ruolo da aprile 2024.
Miliardario, ad aprile 2023 il suo patrimonio netto è stato stimato in 1,1 miliardi di dollari.

## Biografia
Plank, cattolico romano, è cresciuto a Kensington, nel Maryland, un sobborgo fuori Washington, il più giovane di cinque fratelli nati da William e Jayne (nata Harper) Plank.  Suo padre era un importante sviluppatore di terreni del Maryland. Sua madre un ex sindaco di Kensington, che ha continuato a dirigere l'Ufficio per gli affari legislativi e intergovernativi presso il Dipartimento di Stato degli Stati Uniti sotto il presidente Ronald Reagan.
Plank è cresciuto giocando a calcio giovanile con la Maplewood Sports Association; una squadra di Maplewood è apparsa negli spot pubblicitari di Under Armour. Lasciò la prestigiosa Georgetown Preparatory School, una scuola cattolica, a causa di scarso rendimento scolastico e problemi comportamentali,  poi si diplomò in un'altra scuola cattolica, la St. John's College High School, nel 1990.  In seguito, giocò a football alla Fork Union Military Academy per un anno, cercando di attirare l'attenzione delle scuole NCAA Division I.  Non è stato reclutato dai programmi di football collegiale di alto livello.
Tuttavia, è andato all'Università del Maryland, College Park, e lì è entrato a far parte della squadra. Si è laureato nel 1996 in economia aziendale.
Il suo compagno di stanza nel Maryland era il giocatore di football e wrestler professionista Darren Drozdov. A seguito di un incidente sul ring nel 1999 che lasciò Drozdov tetraplegico, Plank finanziò personalmente la sua sedia a rotelle personalizzata.